# Textualismo
O Textualismo é uma teoria filosófica do direito, de acordo com essa teoria a interpretação de uma lei deverá se basear no significado comum do texto legal, não se levando em consideração quaisquer recursos não textuais, tais como: intenção original da escritura da lei, o problema que a lei deveria remediar ou questões que se fazem sobre a justiça e a integridade da lei.